# Classy (nhóm nhạc)
Classy (/ˈklæsi/; tiếng Hàn: 클라씨; Romaja: Keullassi; cách điệu thành CLASSy hoặc CLASS:y) là một nhóm nhạc nữ Hàn Quốc được thành lập thông qua chương trình thi đấu thực tế My Teenage Girl của đài MBC và được đồng quản lý bởi M25, công ty con của MBK Entertainment, iQIYI và Universal Music Japan. Nhóm bao gồm bảy thành viên: Won Ji-min, Kim Seon-you, Myung Hyung-seo, Hong Hye-ju, Kim Ri-won, Park Bo-eun và Yoon Chae-won. Họ chính thức ra mắt vào ngày 5 tháng 5 năm 2022, với đĩa mở rộng (EP) Class Is Over.

## Tên
Tên của nhóm, Class:y, được đề xuất bởi những người xem My Teenage Girl thông qua trang web Naver và được chọn bởi M25. Nó được lấy cảm hứng từ sự quyến rũ "classy" ("sang trọng") của các thành viên và tiếp tục chủ đề liên quan đến trường học của My Teenage Girl, đề cập đến "class" ("lớp học") và "highest grade".

## Sự nghiệp

### Sự thành lập thông quaMy Teenage Girl
Classy được thành lập thông qua chương trình thi đấu thực tế My Teenage Girl của đài MBC phát sóng từ ngày 28 tháng 11 năm 2021 đến ngày 27 tháng 2 năm 2022. Chương trình có 83 thí sinh nữ đến từ các quốc gia khác nhau. Trong đêm chung kết trực tiếp vào ngày 27 tháng 2 năm 2022, các thành viên cuối cùng được xác định bởi người xem thông qua bình chọn và tính điểm.
Myung Hyung-seo là cựu thành viên của Busters; Kim Ri-won là cựu diễn viên nhí và người mẫu.

### 2022–nay:Class is Over,Lives Across,Day&NightvàDancing Dol Stage
Vào tháng 3, nhóm đã biểu diễn bài hát Surprise trên nhiều chương trình ca nhạc. Đĩa mở rộng đầu tay của họ, Class Is Over, được phát hành vào ngày 5 tháng 5. Vào ngày 26 tháng 5 năm 2022, Classy phát hành series thứ hai của đĩa mở rộng đầu tay, Lives Across.
Vào ngày 10 tháng 5 năm 2022, họ thông báo sẽ ra mắt tại Nhật Bản với đĩa đơn Shut Down -JP Ver.- vào ngày 22 tháng 6.
Vào ngày 20 tháng 9 năm 2022, Classy đã xác nhận rằng sẽ trở lại với một album mới vào ngày 26 tháng 10 năm 2022. Vào ngày 11 tháng 10, Classy đã đăng một bức ảnh về lịch trình cho album mới Day&Night của họ qua SNS.
Vào tháng 11 năm 2022, Classy được thông báo sẽ phát hành một album tiếng Nhật vào tháng 1 năm 2023. Vào ngày 22 tháng 11, Classy được thông báo sẽ tham gia với tư cách là thí sinh trong mùa thứ hai của chương trình thi đấu thực tế Dancing Dol Stage của đài SBS. Vào ngày 21 tháng 12, có thông báo rằng Classy sẽ trở lại với đĩa đơn tiếng Nhật thứ hai mang tên TARGET và tổ chức buổi hòa nhạc dành cho người hâm mộ đầu tiên tại Nhật Bản vào tháng 2 năm 2023.
Vào ngày 7 tháng 2, Classy được thông báo sẽ là thí sinh trong chương trình sống còn thứ ba của họ, "The Next - Battle of The K-Pop Girl Groups".

## Thành viên
- Chú thích: In đậm là nhóm trưởng

| Nghệ danh | Nghệ danh | Nghệ danh  | Tên khai sinh  | Tên khai sinh | Tên khai sinh    | Tên khai sinh | Tên khai sinh    | Vai trò                    | Ngày sinh         | Nơi sinh                                                | Quốc tịch |
| Latinh    | Hangul    | Kana       | Latinh         | Hangul        | Kana             | Hanja         | Hán-Việt         | Vai trò                    | Ngày sinh         | Nơi sinh                                                | Quốc tịch |
| Hyungseo  | 형서      | ヒョンソ   | Myung Hyungseo | 명형서        | ミョン・ヒョンソ | 明炯瑞        | Minh Huỳnh Thụy  | Lead Vocalist, Visual      | 25 tháng 6, 2001  | Wonwon-dong, Paldal-gu, Suwon-si, Gyeonggi-do, Hàn Quốc | Hàn Quốc  |
| Chaewon   | 채원      | チェウォン | Yoon Chaewon   | 윤채원        | ユン・チェウォン | 尹彩源        | Doãn Thái Nguyên | Main Vocalist              | 4 tháng 6, 2003   | Pungsan-dong, Hanam-si, Gyeonggi-do, Hàn Quốc           | Hàn Quốc  |
| Hyeju     | 혜주      | ヘジュ     | Hong Hyeju     | 홍혜주        | ホン・ヘジュ     | 洪慧朱        | Hồng Tuệ Châu    | Main Dancer, Lead Rapper   | 9 tháng 12, 2003  | Jamsil-dong, Songpa-gu, Seoul, Hàn Quốc                 | Hàn Quốc  |
| Riwon     | 리원      | リウォン   | Kim Riwon      | 김리원        | キム・リウォン   | 金利源        | Kim Lợi Nguyên   | Lead Vocalist, Lead Dancer | 11 tháng 1, 2007  | Sang-ri, Yeoju-eup, Yeoju-gun, Gyeonggi-do, Hàn Quốc    | Hàn Quốc  |
| Jimin     | 지민      | ジミン     | Won Jimin      | 원지민        | ウォン・ジミン   | 元知敏        | Nguyên Trí Mẫn   | Lead Vocalist, Center      | 25 tháng 11, 2007 | Bangokgwanseol-dong, Wonju-si, Gangwon-do, Hàn Quốc     | Hàn Quốc  |
| Boeun     | 보은      | ボウン     | Park Boeun     | 박보은        | パク・ボウン     | 朴甫檼        | Phác Phú Ẩn      | Lead Vocalist              | 11 tháng 2, 2008  | Guyeong-ri, Beomseo-eup, Ulju-gun, Ulsan, Hàn Quốc      | Hàn Quốc  |
| Seonyou   | 선유      | ソンユ     | Kim Seonyou    | 김선유        | キム・ソンユ     | 金璇猷        | Kim Tuyền Du     | Main Rapper, Lead Dancer   | 20 tháng 3, 2008  | Gyeonso-dong, Gangneung-si, Gangwon-do, Hàn Quốc        | Hàn Quốc  |

## Đĩa hát

### Đĩa mở rộng
| Tiêu đề       | Chi tiết | Vị trí cao nhất | Doanh số      |
| Tiêu đề       | Chi tiết | KOR             | Doanh số      |
| ------------- | --- | --------------- | ------------- |
| Class Is Over | - Phát hành: 5 tháng 5 năm 2022 - Hãng: M25, Kakao Entertainment - Định dạng: CD, digital download, streaming Danh sách bài hát 1. "Up" 2. "Shut Down" 3. "Tell Me One More Time" 4. "Super Cool" 5. "Feelin' So Good" | 7               | - KOR: 28,777 |
| Lives Across  | - Phát hành: 26 tháng 5 năm 2022 - Hãng: M25, Interpark - Định dạng: CD, digital download, streaming Danh sách bài hát 1. "Classy" 2. "Surprise" 3. "Same Same Different" 4. "Divin' Into You"                         | 25              | - KOR: 14,768 |
| Day & Night   | - Phát hành: 26 tháng 10 năm 2022 - Hãng: M25, Kakao Entertainment - Định dạng: CD, digital download, streaming Danh sách bài hát 1. "Tick Tick Boom" 2. "Zealous"                                                     | 18              | - KOR: 23,201 |